# Baron Methuen

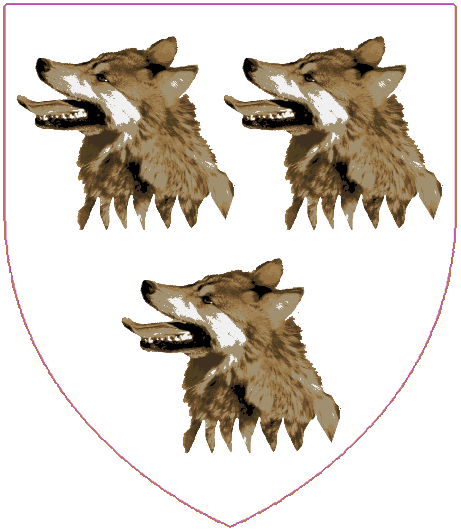
Wappen der Barone Methuen

Baron Methuen, of Corsham in the County of Wilts, ist ein erblicher britischer Adelstitel in der Peerage of the United Kingdom.
Familiensitz der Barone ist Corsham Court bei Chippenham in Wiltshire.

## Verleihung
Er wurde am 13. Juli 1838 für den ehemaligen Unterhausabgeordneten für Wiltshire and North Wiltshire, Paul Methuen aus der Familie Methuen geschaffen.
Heutiger Titelinhaber ist seit 2014 dessen Ururenkel James Methuen-Campbell als 8. Baron.

## Liste der Barone Methuen (1838)
- Paul Methuen, 1. Baron Methuen (1779–1849)
- Frederick Methuen, 2. Baron Methuen (1818–1891)
- Paul Methuen, 3. Baron Methuen (1845–1932)
- Paul Methuen, 4. Baron Methuen (1886–1974)
- Anthony Methuen, 5. Baron Methuen (1891–1975)
- Anthony Methuen, 6. Baron Methuen (1925–1994)
- Robert Methuen, 7. Baron Methuen (1931–2014)
- James Methuen-Campbell, 8. Baron Methuen (* 1952)

Titelerbe (Heir Presumptive) ist der Halbbruder des aktuellen Titelinhabers, Thomas Methuen-Campbell (* 1977).